# Shinshūi wakashū
Le Shinshūi wakashū (新拾遺和歌集) (Nouvelle collection de wakas glanés), parfois abrégé en Shinshūishū, un titre qui rappelle le Shūi wakashū, est la 19e anthologie impériale de poésie japonaise du genre waka. Elle a été terminée à la fin de 1364, un an après que l'empereur Go-Kōgon l'a ordonnée en 1363 à la demande du shogun Ashikaga, Ashikaga Yoshiakira. La collection a été compilée par Fujiwara no Tameaki, membre de l'ancienne et conservatrice maison Nijō. Comme il meurt en 1363, le moine et poète Ton'a achève le travail entamé. Cette anthologie comprend 20 volumes contenant 1 920 poèmes.